# Космический охотник: Приключения в запретной зоне
«Космический охотник: Приключения в запретной зоне» (англ. Spacehunter: Adventures in the Forbidden Zone) — канадский фантастический кинофильм.

## Сюжет
Отдаленное будущее. Пассажирский космолайнер терпит крушение. Гибнут все, кроме трех девушек, которые за минуту до взрыва успевают покинуть обреченный корабль на спасательном челноке. Следуя заложенной в него программе, челнок самостоятельно подыскивает планету для высадки. Этой планетой становится Терра-11, атмосфера которой похожа на земную. Космический охотник Вульф узнает о кораблекрушении и о выживших пассажирках. В результате анализа запрошенной информации оказывается, что в течение долгих лет ее население было охвачено эпидемией. Медицинская экспедиция, отправленная на планету, не смогла справиться с болезнью и планете был присвоен статус запретной зоны. Вульф отправляется на помощь девушкам.

## В ролях
- Питер Штраус — Вульф
- Молли Рингуолд — Ники
- Эрни Хадсон — Вашингтон
- Андреа Марковиччи — Челмерс
- Майкл Айронсайд — Овердог
- Грант Альянак — Химик
- Дебора Пратт — Мэган

## Создатели фильма
- Режиссёр — Лэмонт Джонсон
- Авторы сценария — Стюарт Хардинг, Жан ЛаФлёр
- Продюсеры — Дон Кармоди, Джон Даннинг, Андре Линк
- Исполнительный продюсер — Айван Райтман
- Композитор — Элмер Бернстайн
- Оператор — Фрэнк Тайди

## История проката

### Даты премьер
Даты приведены в соответствии с данными IMDb.
- Канада — 20 мая 1983
- США — 20 мая 1983
- Австралия — 1 декабря 1983
- Швеция — 2 декабря 1983
- Финляндия — 13 апреля 1984
- ФРГ — 13 июля 1984
- Япония — 20 апреля 1985

## Интересные факты
- Слоган фильма «Journey with Wolff and Niki, an interstellar adventurer and young rebel. On a mission to rescue three stranded women from a planet no one has warned them about. Because no one has ever returned.»
- Сборы в прокате 16 478 265 $[1]